# داخسباخ
داخسباخ (به آلمانی: Dachsbach) یک شهر در آلمان است که در نوی‌شتات واقع شده‌است. داخسباخ ۱٬۷۷۹ نفر جمعیت دارد.